# Pareuchaetes insulata
Pareuchaetes insulata là một loài bướm đêm thuộc phân họ Arctiinae, họ Erebidae.